# Симплициальный многогранник

Октаэдр — пример симплициального многогранника

Симплициальный многогранник — многогранник, все грани которого — симплексы.
В частности, трёхмерный многогранник является симплициальным, если все его грани — треугольники.

## Свойства
- Граф трёхмерного симплициального многогранника является максимально плоским графом, то есть если добавить к нему одно любое ребро, то он перестанет быть плоским.

- Симплициальные многогранники двойственны простым.
  - В частности, для симплициальных многогранников выполняется вариант уравнений Дена — Сомервиля
  - Многогранник одновременно простой и симплициальный является симплексом или многоугольником.

## Частные случаи

### Трёхмерные
- Бипирамиды
- Дельтаэдры — трёхмерные симплициальные многогранники, все грани которых — правильные треугольники. В их число входят три правильных многогранника:
  - Тетраэдр
  - Октаэдр
  - Икосаэдр

### Многомерные
- Симплекс (гипертетраэдр)
- Гипероктаэдр